# Абрамович, Домагой
Домагой Абрамович (хорв. Domagoj Abramović; род. 1 апреля 1981, Загреб) — хорватский футболист, нападающий.

## Клубная карьера
Абрамович присоединился к загребскому «Динамо» в возрасте восьми лет и забил более 100 голов в разных возрастных категориях. В 1998 году, когда ему было всего 17 лет, он дебютировал в первой команде Динамо. Он вышел на замену Михаэля Микича в матче Лиги чемпионов против «Олимпиакоса».
Своего дебюта в хорватской Премьер-лиге Абрамовичу пришлось ждать ещё сезон, пока он не получил шанс в 2000 году в матче против «Цибалии». Не закрепившись в первой команде, Домагой был отдан в аренду «Кроации» из второй лиги. После успешного сезона за «сесвечан» он вернулся в «Динамо».
В следующем сезоне Абрамович сыграл в 9 матчах и все были с замены. По окончании сезона перешёл в состав «Цибалии». В следующие два сезона за клуб из Винковцы сыграл в 30 матчах и сумел забить 4 гола.
Через год он сменил страну и подписал контракт с командой «Широки-Бриег» из Боснии и Герцеговины. Там он стал лучшим бомбардиром клуба и помог клубу взять чемпионство в 2004 году. За 4 сезона Абрамович сыграл в 81 матче лиги и забил 34 мяча. В 2007 году он вернулся в Хорватию, став игроком Локомотивы. В июле 2008 года подписал контракт с финским «Интером». Абрамович выиграл финский чемпионат с клубом из Турку и был важной частью команды-победителя.
В январе 2012 года Абрамович покинул «Интер», а в марте вернулся в Хорватию, подписав контракт с «Горица».
Также играл за «Лучко», «Сесвете», Виноградар, «Ступник» и «Дубраву». С 2017 по 2021 год играл за загребский клуб «Нур».

## Карьера за сборную
Абрамович был частью хорватской молодёжных команд с «до 16» до «до 21», но потерял своё место после чемпионата Европы по футболу среди юношей 2004 года из-за отсутствия игрового времени на клубном уровне. Он также играл в 1998 году на чемпионате Европы среди юношей (до 16 лет) и в 2000 году на чемпионате Европы среди юношей (до 18 лет).

## Достижения

### «Динамо» (Загреб)
- Обладатель Кубка Хорватии: 2001

### «Широки-Бриег»
- Чемпион Боснии и Герцеговины: 20043/04, 2005/06

### «Интер» (Турку)
- Чемпион Финляндии: 2008